# Leopold (Schiff, 1831)
Die Leopold war ein Glattdeckdampfer, der auf dem Bodensee verkehrte.

## Geschichte
Der Stapellauf des Glattdeckdampfers Leopold erfolgte am 15. Oktober 1831 in Konstanz mit der Fürstin Amalie von Fürstenberg als Taufpatin. Mit einer Fahrt von Konstanz nach Überlingen und Ludwigshafen begann das Schiff am 30. November 1831 seinen Liniendienst im Auftrag der „Dampfschifffahrtsgesellschaft für den Bodensee und Rhein Konstanz“. Im folgenden Jahr stellte das Unternehmen das zweite Schiff, den Glattdeckdampfer Helvetia in Dienst. Präsident der 1830 gegründeten Gesellschaft war David Macaire d’Hogguèr. Dieser hatte sich zuvor vom Großherzog Leopold von Baden ein Privileg über 25 Jahre für die badische Dampfschifffahrt geben lassen.
Der Dampfer Leopold fuhr vornehmlich auf dem Obersee und dem Überlinger See, während die Helvetia die Strecken übernahm, bei denen Rheinbrücken unterquert werden mussten. Die Schiffe waren hauptsächlich für den Güterverkehr gedacht; an Sonntagen wurden auch sogenannte Lustfahrten durchgeführt. Schon nach wenigen Jahren war der Holzrumpf der Leopold verbraucht und der Dampfer wurde durch einen Nachfolger gleichen Namens ersetzt. Dieser erhielt eine eiserne Rumpfschale und brachte es damit auf 65 Dienstjahre.
Kurz vor der Ausmusterung ereignete sich das erste schwere Dampferunglück auf dem Bodensee: In einem Sturm sanken vor Staad SG das an der Leopold  angehängte und mit Fässern beladene Schleppschiff samt Nachen mit zwei Matrosen und einem Arbeiter. Am nächsten Tag wurden etwa hundert Fässer bei Friedrichshafen ans Ufer gespült.